# Положение об общих местах заключения
Положение об общих местах заключения — принятый в 1920 г. нормативный акт типа кодекса. Первый в послереволюционной России документ, регламентирующий деятельность данных учреждений. Разработан исходя из принципов прогрессивной системы отбывания наказания.
В Положении регламентировался режим содержания заключенных (прием, содержание, освобождени); определялись функциональные обязанности должностных лиц. В Положении были разработаны принципы классификации осужденных по разл. категориям в зависимости от степени социальной опасности.
Положение устанавливало четкий распорядок дня, 8-часовой рабочий день, время для обучения, отдыха, культурно-просветительских мероприятий.
Прогрессивная система отбывания наказания предусматривала при определенных условиях смягчение режима, вплоть до условно-досрочного освобождения. Все вышеперечисленные меры были направлены на то, чтобы дать осужденным «возможность, по выходе из общих мест заключения, жить трудовой жизнью».